# Bulbophyllum dalatense
Bulbophyllum dalatense é uma espécie de orquídea (família Orchidaceae) pertencente ao gênero Bulbophyllum. Foi descrita por François Gagnepain em 1930.